# Vaka
Vaka je nenaseljen otoček v Zadarskem arhipelagu. Otoček leži okoli 0,2 km vzhodno od Krknata. Površina otočka je 0,021 km², dolžina njegove obale meri 0,56 km.